# Pont de Svinesund
 (avril 2024).
Si vous disposez d'ouvrages ou d'articles de référence ou si vous connaissez des sites web de qualité traitant du thème abordé ici, merci de compléter l'article en donnant les références utiles à sa vérifiabilité et en les liant à la section « Notes et références ».
Le pont de Svinesund (en suédois : Svinesundsbron) est un pont transfrontalier reliant la Norvège et la Suède au-dessus du Svinesund. Il est parcouru par la route européenne 6.